# Thiên thể bên ngoài Sao Hải Vương

Một số thiên thể bên ngoài Sao Hải Vương (TNO) có kích thước lớn.

Thiên thể bên ngoài Sao Hải Vương (hay còn gọi là thiên thể vành đai Kuiper, viết tắt tiếng Anh KBO) chỉ những thiên thể quay quanh Mặt Trời ở khoảng cách trung bình lớn hơn bán trục lớn của Sao Hải Vương. Vành đai Kuiper, hành tinh lùn Sao Diêm Vương và đám mây Oort là những thiên thể thuộc phạm trù này.
Quỹ đạo của các hành tinh trong hệ Mặt Trời bị ảnh hưởng bởi lực trọng trường của chúng. Tuy nhiên, từ đầu thế kỷ 20, người ta đã quan sát được quỹ đạo của các hành tinh không khớp với quỹ đạo trong tính toán, nảy sinh giả thiết rằng có một hành tinh nữa bên ngoài Sao Hải Vương (xem Hành tinh X). Sao Diêm Vương được phát hiện năm 1930, tuy nhiên khối lượng của nó quá nhỏ để bù lấp vào sự không trùng khớp trên. Tuy nhiên, những phát hiện sau này về khối lượng của Sao Hải Vương đã giải quyết vấn đề trên. Từ năm 1992, hơn 1.200 thiên thể bên ngoài Sao Hải Vương (SHV) đã được phát hiện.

## Phân bố và phân loại
Theo khoảng cách xa dần từ Mặt Trời:
- Vành đai Kuiper (kinh điển) chứa các thiên thể với khoảng cách trung bình tới Mặt Trời từ 30 tới khoảng 55 đơn vị thiên văn (AU), thường có quỹ đạo gần với hình tròn với độ nghiêng quỹ đạo nhỏ so với n mặt phẳng hoàng đạo. Các thiên thể vành dai Kuiper được chia thành 2 nhóm như sau:
  - Các thiên thể cộng hưởng bị khóa trong sự cộng hưởng quỹ đạo với Sao Hải Vương. Các plutino là những thiên thể chịu cộng hưởng quỹ đạo 2:3 với SHV còn các twotino chịu cộng hưởng quỹ đạo 1:2 với SHV. Bên cạnh đó còn có các thiên thể với cộng hưởng quỹ đạo 3:5, 4:7, 2:5 v.v.Kích thước của một số TNO so với Trái Đất và Mặt Trăng.

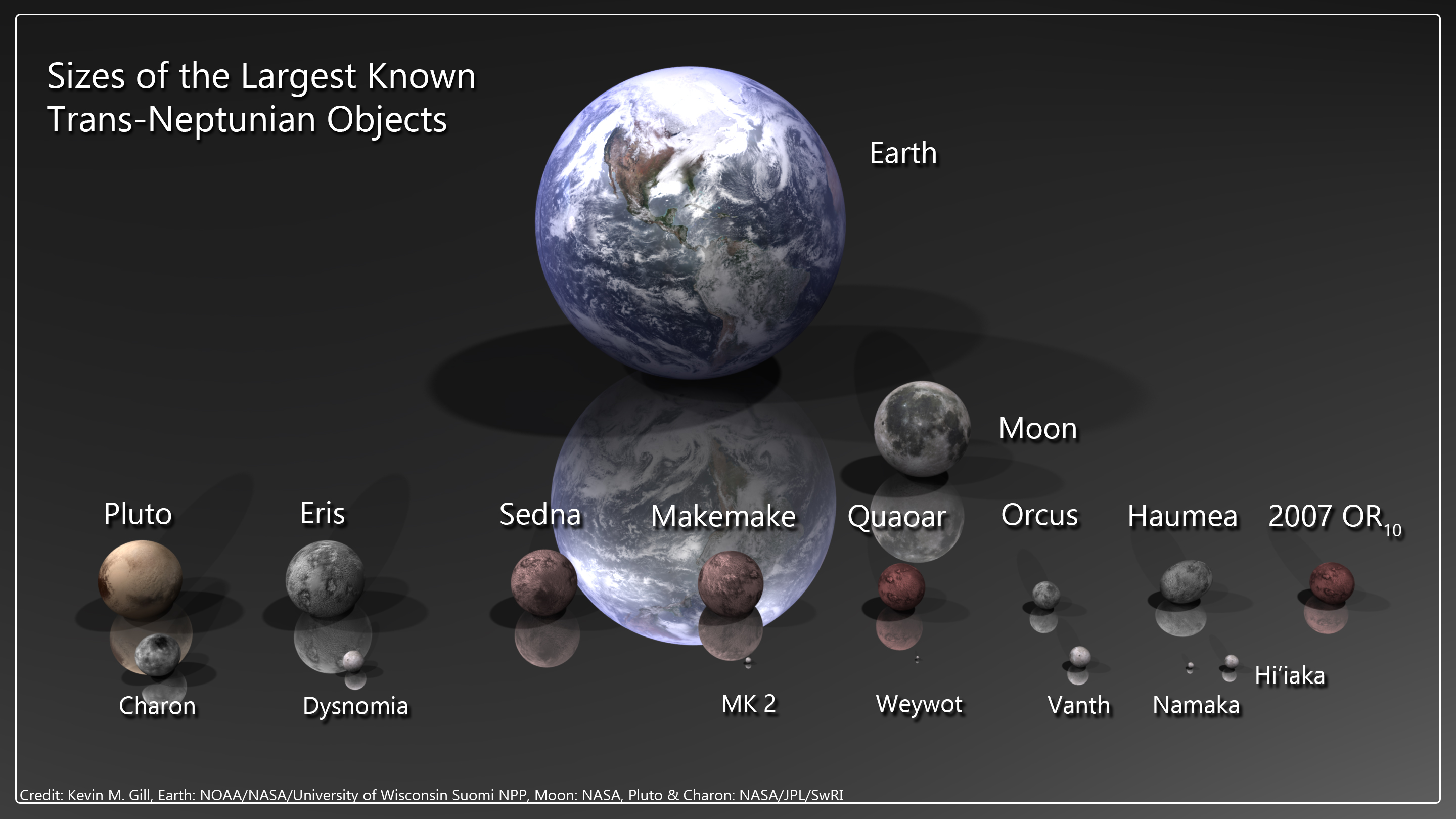
Kích thước của một số TNO so với Trái Đất và Mặt Trăng.

  - Các thiên thể vành đai Kuiper kinh điển (hay cubewano) không có cộng hưởng quỹ đạo với SHV. Chúng chuyển động trên quỹ đạo gần như tròn, không chịu tác động của Sao Hải Vương. Các ví dụ như 1992 QB1, 50000 Quaoar và Makemake.
- Vùng đĩa phân tán: hành tinh lùn Eris. Từ 47 đến 1.000 đơn vị thiên văn.
- Vùng đĩa phân tán: Chứa các thiên thể xa hơn nữa khi tính từ Mặt Trời, thường với quỹ đạo rất không tròn (như quỹ đạo hình elip cực dẹt và có độ nghiêng quỹ đạo rất lớn so với mặt phẳng hoàng đạo). Ví dụ điển hình là thiên thể bên ngoài Sao Hải Vương to lớn nhất đã biết, hành tinh lùn Eris.Phân bố của các thiên thể bên ngoài Sao Hải Vương.

Phân bố của các thiên thể bên ngoài Sao Hải Vương.

Biểu đồ bên phải minh họa sự phân bố của các thiên thể bên ngoài Sao Hải Vương đã được biết đến (với khoảng cách tới 70 AU) trong tương quan với các quỹ đạo của các hành tinh và các centaur làm tham chiếu. Các lớp khác nhau được tượng trưng bằng các màu khác nhau. Các thiên thể cộng hưởng (bao gồm cả các thiên thể Troia của Sao Hải Vương) được vẽ bằng màu đỏ, các cubewano vẽ bằng màu xanh lam.
Đĩa phân tán trên thực tế trải rộng về phía bên phải, vượt ra bên ngoài biểu đồ này, với các thiên thể đã biết có khoảng cách trung bình trên 500 AU (như Sedna) và điểm viễn nhật trên 1.000 AU (như (87269) 2000 OO67).